# Фарадејев кавез
Фарадејев кавез или Фарадејев штит представља простор ограничен неким проводљивим материјалом, или мрежом направљеном од таквог материјала. Такав простор има особину да блокира спољашње статичко електрично поље.
Фарадејев кавез је добио име по физичару Мајклу Фарадеју, који је показао да се електрицитет у проводнику помера ка спољашњости, односно да не постоји у унутрашњости проводника. Разлог ове појаве је чињеница да се електрицитет распоређује по површини на начин који поништава електрично поље у унутрашњости.